# Guillermo Fernández Romo
Guillermo Fernández Romo (Madrid, 23 de noviembre de 1978) es un entrenador de fútbol español. Actualmente está libre tras abandonar la disciplina del F. C. Cartagena.

## Carrera deportiva
Fernández Romo es licenciado en Geografía. Comenzó su carrera de entrenador dirigiendo a la Escuela Deportiva Moratalaz. 
En la temporada 2005-06, firma de segundo entrenador de Eduardo Caturla (actual presidente del comité de entrenadores de la RFEF) en el CD Las Rozas en 3.ª División. A la vez sería nombrado esa misma temporada, seleccionador madrileño sub-16, consiguiendo ser Campeón de España de selecciones autonómicas en Torrepacheco (Murcia), ayudando a destapar el talento a jugadores como Joel Robles, Ignacio Camacho, Nacho Fernández, Antonio Martínez o Antonio Campillo entre otros. 
En la temporada 2006-07, con el Juvenil división de honor del Rayo Majadahonda, al que colocó líder en Navidad tras ganar en casa en la primera vuelta al Real Madrid, Rayo Vallecano y Atlético de Madrid. 
El año siguiente, 07-08, decidió aceptar la oferta del Pontevedra Club de Fútbol, poniendo fin a su etapa en Madrid. Allí conoce a “Duvi”, que sería su ayudante en sus posteriores etapas. 
En la temporada 2008-09, firmó por el Celta de Vigo de División de Honor Juvenil, con el que llegaría a ser campeón de Liga y subcampeón de la Copa de Campeones.
En la temporada 2010-11, dirige a la Sociedad Deportiva Noja al que hizo campeón de la Tercera División cántabra, con el que jugaría el play-off de ascenso a la Segunda División B.
En la temporada 2011-12, sería segundo entrenador de Óscar Cano en la Unión Deportiva Melilla de la Segunda División B de España.
Comenzó la temporada 2012-13 como entrenador del Villalonga Fútbol Club de la Tercera División de España. En diciembre de 2012, recibió la llamada de Óscar Cano, para ser su segundo entrenador en el Betis Deportivo Balompié de la Segunda División B de España. Pese a perder la categoría el conjunto verdiblanco, Guillermo también formaría parte del staff técnico del filial verdiblanco durante la temporada 2013-14 en Tercera División y con el que al término de la temporada lograrían volver a la Segunda División B de España.
En la temporada 2014-15, firma como segundo entrenador del Club Deportivo Alcoyano de la Segunda División B de España, en el que también formaría parte del cuerpo técnico de Óscar Cano.
En la temporada 2015-16, se convierte en primer entrenador del Olímpic de Xàtiva de la Segunda División B de España, hasta que fue cesado en febrero de 2016. La etapa del entrenador madrileño en el Olímpic se cerraba con un balance de 5 victorias, 6 empates y 12 derrotas en competición liguera.
En verano de 2016, firmó como secretario técnico del Real Murcia Club de Fútbol para confeccionar la plantilla de la temporada 2016-17. En diciembre de 2016, tras el cambio de presidencia en el club grana, sería relevado en el cargo.
El 24 de enero de 2017, firma como entrenador del Centre d'Esports Sabadell Futbol Club de la Segunda División B de España. Guillermo llegó al equipo arlequinado en puestos de descenso y después de 16 partidos logró salvarle del descenso a Tercera División.
En la temporada 2017-18 firmó como director deportivo del Fútbol Club Jumilla de la Segunda División B de España. En abril de 2018, tuvo que colocarse como entrenador en los cinco últimos partidos ligueros del cuadro vinícola, en los que el madrileño obtuvo 13 puntos de 15 posibles.
En verano de 2018 y tras firmar un contrato de larga duración como director de cantera del Racing de Santander, decidió dejar el puesto para dirigir a la S. D. Ejea, un recién ascendido a la Segunda División B de España. En la temporada 2018-19, con el conjunto aragonés lograría mantener la categoría en la división de bronce del fútbol español por primera vez desde 1968.
El 10 de junio de 2019, firma como entrenador de la Unió Esportiva Cornellà de la Segunda División B de España. Antes de la suspensión de la temporada 2019-20 por el coronavirus, clasificó al cuadro catalán para disputar los play-offs de ascenso a Segunda División. Tras eliminar al Unión Deportiva Ibiza y al Atlético Baleares, el 26 de julio de 2020 jugaría la final frente al CD Castellón perdiendo por un gol a cero, quedándose a las puertas del ascenso a Segunda División.
En la temporada 2020-21, llegaría a tercera ronda de la Copa del Rey para enfrentarse al Atlético de Madrid. El 6 de enero de 2021, la Unió Esportiva Cornellà vencería por un gol a cero al Atlético de Madrid, eliminando al club colchonero de la Copa del Rey.
El 21 de enero de 2021, en dieciseisavos de final de la Copa del Rey, la Unió Esportiva Cornellà se enfrentaría al FC Barcelona, forzando la prórroga al término de los primeros 90 minutos, donde el conjunto de Ronald Koeman vencería por cero goles a dos, con tantos de Ousmane Dembélé y Martin Braithwaite.
Al término de la temporada 2020-21, lograría clasificarlo para su participación en la Primera División RFEF 2021-22.
El 19 de mayo de 2021, se oficializa su regreso al Racing de Santander como primer entrenador para dirigirlo en la Primera División RFEF 2021-22, donde logra en la jornada 34 (contra el Celta "B") el ascenso a la segunda categoría de fútbol nacional, siendo el primer entrenador de la historia de la Primera División RFEF 2021-22 en lograr dicha hazaña. El 12 de diciembre de 2022, fue destituido tras perder 5 partidos consecutivos, dejando al equipo cántabro en puestos de descenso, a una jornada de la finalización de la primera vuelta.
El 6 de junio de 2023, fue anunciado como nuevo entrenador de la UD Ibiza de la Primera Federación.Sin embargo, el 29 de abril de 2024, fue destituido como entrenador de la UD Ibiza.
El 14 de enero de 2025 se hizo oficial su fichaje hasta final de temporada por el F. C. Cartagena de la Segunda División.

## Trayectoria como entrenador
| Club                   | País   | Año       |
| ---------------------- | ------ | --------- |
| S. D Noja              | España | 2010-2011 |
| Villalonga F. C        | España | 2012      |
| C. D Olímpic de Xàtiva | España | 2015-2016 |
| C. E Sabadell          | España | 2017      |
| F. C Jumilla           | España | 2017-2018 |
| S. D Ejea              | España | 2018-2019 |
| U. E Cornellà          | España | 2019-2021 |
| Racing de Santander    | España | 2021-2022 |
| U. D Ibiza             | España | 2023-2024 |
| F. C. Cartagena        | España | 2025      |